# 黃龍旗
黄龙旗，亦称黄底蓝龙戏红珠图。即晚清开始采用的代表大清帝國的正式国旗。第一次鸦片战争后，中国与西方国家交往增多，开始接触国旗概念。
1862年起，斜幅黄龙旗开始用为官船的标志，并于1888年《北洋海军章程》颁定为大清国旗。

## 斜幅黄龙旗

八旗中的正黄旗

三角黄龙旗是大清皇室的标准制式旗样

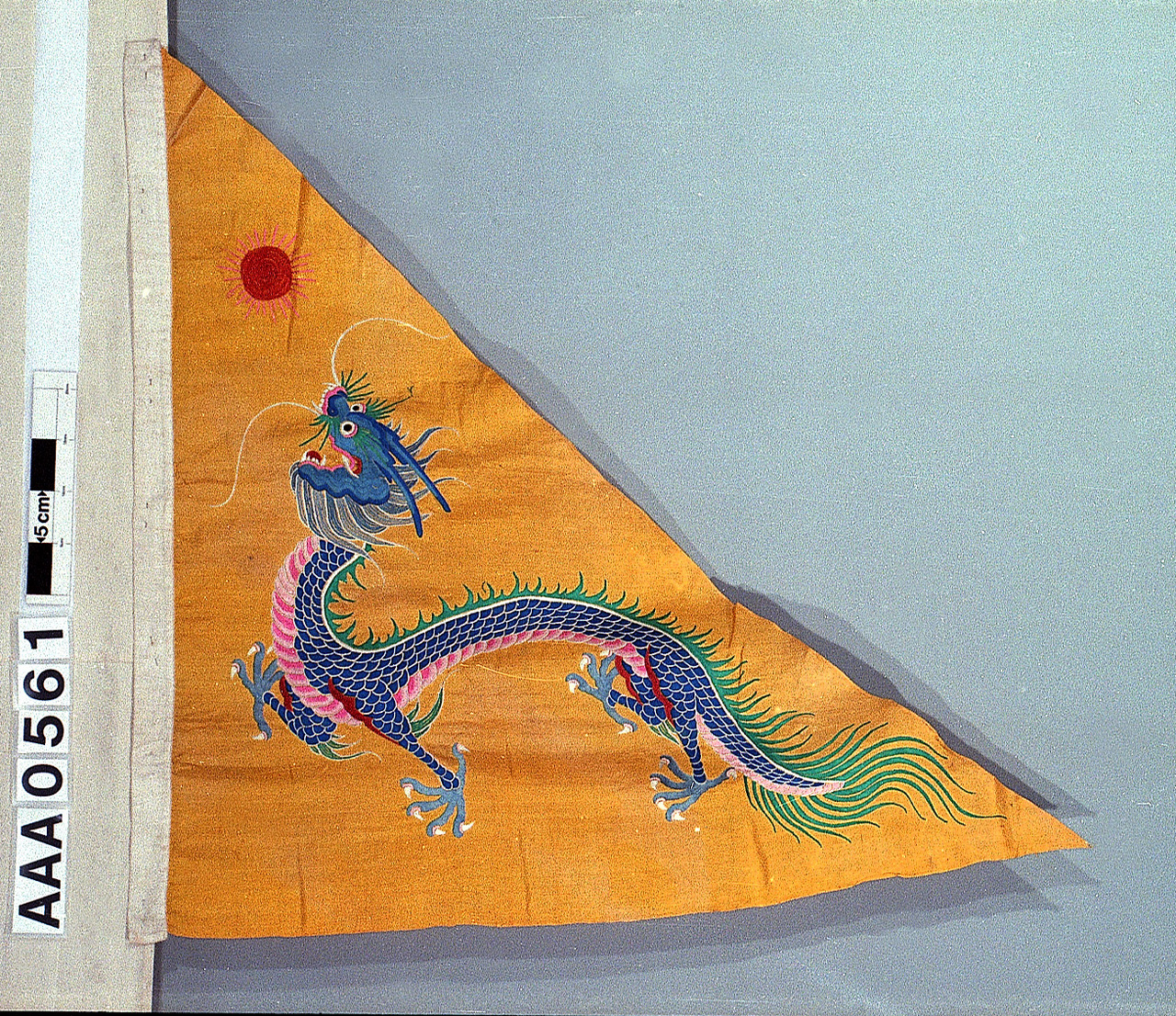
实际使用过的三角黄龙旗

第一面黄龙旗呈三角形，最初为清朝的非正式的海上政府船旗，主要为政府船只和海军使用，民船不得悬挂。其后一些涉外官方机构也开始悬挂三角黄龙旗。
中國本無近代西方的“国旗”概念。清道光二十年（公元1840年）7月鸦片战争后（第一次定海之战）清朝同西方国家的交往日益增多，依照当时的海上国际惯例，商船需悬挂国旗方能进行贸易，否则将被视为海盗船。因为清朝尚未制定国旗，许多中国商船注册悬挂外国国旗，有时会引起其他国家商人的误解。1856年10月8日发生的亚罗号事件即是一艘中国商船悬挂注册国英国国旗所引发的纠纷。其后美国驻华公使列衛廉和一些商人曾建议清政府“仿各国成例，制定一种国徽，俾便商民尊用。”。然而清政府后来仅在《华商买用洋商火轮夹板等项船只章程》中规定禁止中国商船悬挂外国旗，并未设计本国的船旗。
大清海军在未制定船旗前，曾于1862年在湖北长江与英国海军发生了一起斗殴事件，由于没有明确的标识，英国海军拒绝承认其为中国兵船。这次事件发生后奕訢写道“适因湖北江南，皆有英人与我兵勇斗殴，焚毁兵船等事，屡向理论，而该国词穷，则以不能识别强辩，如我处师船亦一律竖立黄色龙旗，外国果能望而知为官船，不敢轻举妄动，未始非豫事队维之一法”。法国公使哥士耆也向奕訢提及外国船只通常会悬挂船旗。随后奕訢联系曾国藩询问悬挂「龙旗」事宜，曾国藩随即复信：“各处师船，仿照外国竖立旗号之例，概用黄色龙旗，使彼一望即知，不敢妄动，且于行军无碍。嗣后除各营旗帜照常竖立外，应分饬各营另添龙旗一面，拟用三角尖旗，均用黄色画龙，龙头向上。”
黄色龙旗，传统上在清朝军旗中起统率作用，具有一定象征意义。奕訢在最初的提议中，建议船旗的方案为“黄色龙旗”。曾国藩考虑到方形龙旗与八旗中正黄旗接近，因此削去一角为三角形以避免僭越。
清同治元年（1862年）10月17日总理衙门发表照会：“希即行知贵国各路水师及各船只。嗣后遇有前项黄龙旗帜，即係中国官船，应照外国之例，不准擅动。傥有移动，即照犯禁办理。”
清同治十一年（1872年）总理衙门扩大了三角黄龙旗的使用范围，并于10月4日制定了具体的样式规范。1872年12月3日《申报》曾刊登对三角形黄龙旗的说明：
北京总理衙门照会各西国官员，谓中国新定旗式，形如三角，色用黄，中画龙，用蓝色。所有福州、上海炮局所制船舶及各关口巡河船，均建此旗以标认识。其船长一百六十尺之下者，该旗长用六尺四寸；其船长一百六十尺之上者，该旗用九尺六寸。
根据江汉关中的三角黄龙旗制作说明，大小两种尺寸可制作为：底边6尺9寸3分，高4尺，斜边长8尺；底边1丈1寸，高6尺5寸，斜边长1丈2尺。
随后在一些外交场合和博览会中政府使团和外国机构有时也会用三角形黄龙旗作为代国旗。然而这面三角形黄龙旗仅被称呼为“中國旗式”，在使用时“係為雇船捕盜而用，並未奏明定為萬年國旗”。

## 长方形黄龙旗

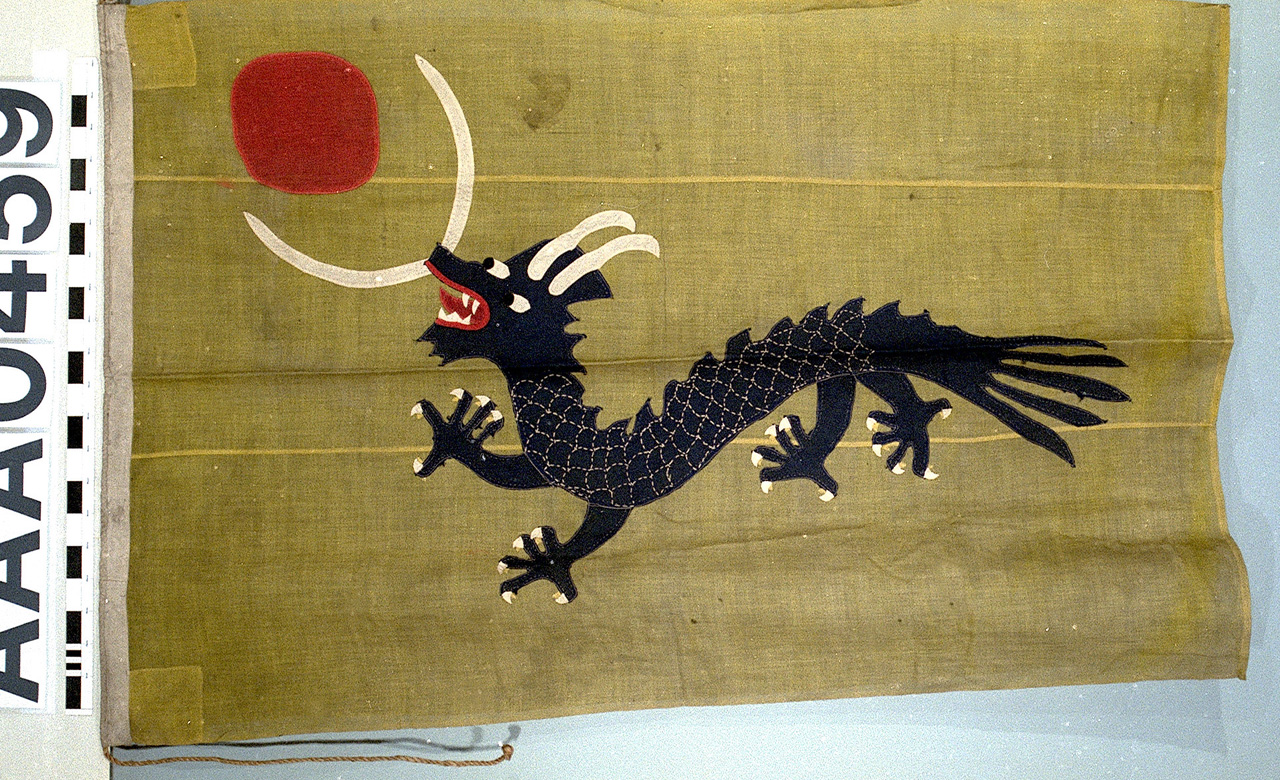
实际使用过的长方形黄龙旗

清朝的三角黃龍旗，從1862使用到1890年，後來清朝發現其他國家都用長方形，黃龍旗的也變成長方形。
到了光緒七年（1881年）9月，在英国订购的“扬威”、“超勇”两艘巡洋舰回国后，李鴻章在同西方列强谈判、签约、通商、互派外交人员等外交活动中，看到西方列国庄严悬挂国旗，而中国却无旗可挂，深感有失“天朝威仪”，于是上奏慈禧太后，提出在外交场合中需要有代表中国的旗帜，并请求颁制国旗。慈禧就命李鸿章负责设计图案。经过多方徵集筛选，李鸿章上呈了八卦旗、黄龙旗、麒麟旗、虎豹旗等多种方案，供慈禧太后选定，最后决定使用黄龙旗为大清国旗。1888年，李鴻章制定《北洋海軍章程》，章程寫道：
按西洋各國，有國旗、兵船旗、商船旗之別。而國旗又有兵、商之別。大致旗式以方長為貴，斜長次之。同治五年，總理各國事務衙門初定中國旗式，斜幅黃色，中畫飛龍。係為雇船捕盜而用，並未奏明定為萬年國旗。今中國兵商各船日益加增，時與各國交接，自應重定旗式，以祟體制。應將兵船國旗改為長方式，照舊黃色，中畫青色飛龍。各口陸營國旗同式。
光緒十五年（1889年），天津军械局完成了设计样稿和营造法则：
查黄龙旗为与各国交接而设，旗幅必须较大，方壮观瞻。其宽长尺寸又须与升挂之处合宜。遵经妥细考校，酌拟制造。尺寸分为大小四号：
头号横长一丈五尺六寸，直宽一丈六寸五分；
二号横长一丈三尺九寸，直宽九尺五寸；
三号横长一丈一尺五寸，直宽七尺六寸；
四号横长九尺六寸，直宽六尺三寸。
旗式一律照长方，照旧用正黄色羽纱制造。旗中青色飞龙，仍用羽纱照旧制镶嵌，龙头向上，五爪，业经制成式样呈请核定。
此方案被清政府批准并“照会东西洋各国一体知照”。

## 意义
黄龙旗是大清皇帝的象征，以黄龙旗作为国旗有「朕即国家」的意思。亦有说黄龙旗的设计概念来自於清朝八旗中正黃旗的旗幟。事實上，清朝黃龍旗初為軍旗。古代軍隊用的旗幟，又稱旌旗。傳說黃帝練兵擺陣法，設五旗五麾。《周禮》：「交龍為旗」。黃色、龍在中國文化中有特殊的含義，其含義不只在清朝。傳說中國始祖黃帝居住在中央，「黃」本義為「光」，黃帝就是太陽光明的化身。據五行學說，認為中央屬土，黃色。五行說流行後，中方配以黃色，自此黃色象徵統領四方的中心。在建築上，周代的房屋柱子為黃色；到了唐代，黃色成為帝王專用色；在宋代，皇宮開始使用黃色琉璃瓦；明清規定，只有宮殿、陵墓及奉旨興建的壇廟才可用黃色玻璃瓦頂，文廟、關帝廟例外。在中國文化中，黃、青、白、赤、黑五種顏色，赤色代表吉祥、喜慶，而黃色最尊，以黃色為正色。如「蒼天已死，黃天當立，歲在甲子，天下大吉」等，反映人民企盼黃天。龍是中國文化的一個象徵物，中國人自稱龍的傳人，對自己的先祖，無論是伏羲、女媧，還是炎帝、黃帝，都神化為龍的形象。民間有舞龍、剃龍頭、戴龍尾等習俗，又有諸如「望子成龍」、「有志成龍，無志成蟲」之說。在清朝，對龍的形象的使用規定：五爪龍為皇家專用，大臣為四爪龍，民間為三爪龍。黃龍旗在清末成為中國的象徵旗幟，和中國文化有密切關係。

## 后续

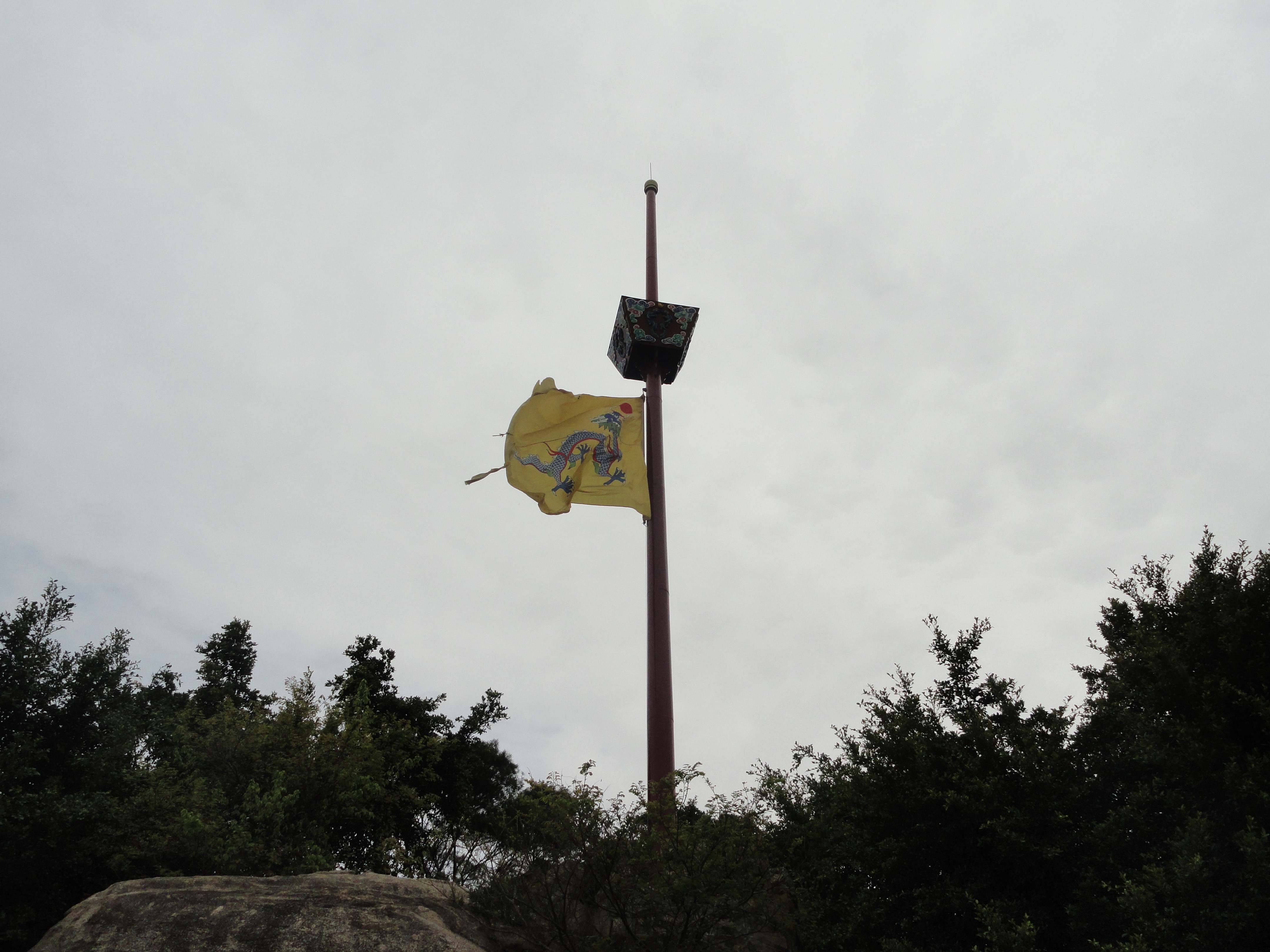
悬挂在厦门胡里山炮台的黄龙旗

黄龙旗在1912年1月10日，清朝政府被推翻后由五色旗取代。
而在1917年7月1日，「张勳复辟」事件发生。张勳、康有为等迎清朝末帝溥仪出御太和殿，改民国六年为宣统九年。张勳受命为议政大臣、直隶总督兼北洋大臣，黄龙旗又在北京城出现。此次复辟仅历时十二天即告结束。1917年7月12日，段祺瑞率军入京，张勳遁入荷兰使馆，溥仪再次退位。黄龙旗又被废除。

## 海军旗
鸦片战争前中国水师系统采用五方旗（五色横条）作为高级官员旗，提督、总兵使用帅字旗。北洋水师建设过程中方建立了现代的海军军旗系统。
- 李泰国草案（阿思本舰队1862年）

1862年，清政府委托李泰国赴英国采购军舰，他基于其设计的绿底海关旗设计了海军旗系统，但并未被清政府承认。
| 海军旗（李泰国草案） |
| 海军旗（李泰国草案） |

- 北洋水师（1874－1890）

1874年北洋水师成立时，基于五方旗设计了海军衔别旗。
| 提督旗 |
| 提督旗 |

| 诸将旗 |
| 诸将旗 |

| 大官旗，供非海军官员乘舰使用 |
| 大官旗，供非海军官员乘舰使用 |

- 北洋海军（1890－1909）

北洋海军成立初期仍沿用1888年《北洋海军章程》中规定的两面衔别旗。然而1890年3月6日发生了刘步蟾与琅威理因提督旗产生的纠纷。英国皇家海军通过英国使馆为北洋海军设计了新的衔别旗系统草案，取代之前过于简单的衔别旗。
| 头等水师提督（草案） |
| 头等水师提督（草案） |

| 二等水师提督（草案） |
| 二等水师提督（草案） |

| 三等水师提督（草案） |
| 三等水师提督（草案） |

| 总兵旗（草案） |
| 总兵旗（草案） |

| 二等总兵旗（草案） |
| 二等总兵旗（草案） |

然而清政府并未直接采用这套方案，而是修订了先前衔别旗的色彩，将锚型替换为团龙图案。1890年颁定新海军衔别旗。
| 提督旗 |
| 提督旗 |

| 大官旗 |
| 大官旗 |

| 鱼雷艇统领旗 |
| 鱼雷艇统领旗 |

| 队长旗 |
| 队长旗 |

- 清末新建海军（1909－1911）

1894年甲午战争后，北洋海军全军覆没。1909年清政府设立海军部，并颁布新衔别旗，左上角为黄龙旗。
| 海軍大臣旗 |
| 海軍大臣旗 |

| 正都統旗 |
| 正都統旗 |

| 副都統旗 |
| 副都統旗 |

| 協都統旗 |
| 協都統旗 |

| 統帶旗（在龍旗下方，無星） |
| 統帶旗（在龍旗下方，無星） |

| 隊長旗（上橫邊之長為下橫邊六分之五） |
| 隊長旗（上橫邊之長為下橫邊六分之五） |

## 其他衍生旗帜
- 東清鐵路旗

- 1897－1915东清铁路旗
- 东省铁路运输公司旗帜

## 參见
- 正黄旗
- 大清旗幟列表

## 外部連結
- 维基共享资源上的相關多媒體資源：Flags of the Qing Dynasty
- 世界旗帜网（FOTW）的Imperial Dragon Flag (China)

| 前任： 三角黄龙旗 | 中国国旗 黄龙旗 1889年－1912年 | 繼任： 五色旗 |